# The Ship (Star Trek: Deep Space Nine)
"The Ship" és el segon episodi de la cinquena temporada de la sèrie de televisió de ciència-ficció estatunidenca Star Trek: Deep Space Nine, el 100è de tota la sèrie. Originalment es van emetre en redifusió a partir del 7 d'octubre de 1996. L'episodi va ser dirigit per Kim Friedman i escrit per Hans Beimler, Pam Wigginton i Rick Cason.
Ambientada al segle XXIV, la sèrie segueix les aventures a Espai Profund 9, una estació espacial situada prop d'un forat de cuc estable entre els Quadrants Alfa i Gamma de la Via Làctia, prop del planeta Bajor, mentre els bajorans es recuperen d'una brutal ocupació de dècades pels imperialistes cardassians. El Quadrant Gamma acull un imperi hostil conegut com el Domini, governat pels Fundadors que canvien de forma. A les temporades mitjanes de la sèrie, la Federació està amenaçada tant per l'Imperi Klíngon com pel Domini. En aquest episodi, la tripulació del "Espai Profund 9" entra en conflicte amb els soldats modificats genèticament del Domini, els Jem'Hadar, quan intenten salvar una nau Jem'Hadar estavellada.
Les estrelles convidades d'aquest episodi inclouen Kaitlin Hopkins com a Kilana i F. J. Rio com a Muñiz.

## Argument
Un equip de la tripulació de l’Espai Profund 9, liderat pel capità Benjamin Sisko, està duent a terme un estudi mineral en un planeta deshabitat del Quadrant Gamma, mentre el seu runabout els espera en òrbita. Una nau de guerra del Domini s'estavella a prop de la seva ubicació; investigant, troben la tripulació morta. Sisko contacta amb el «DS9» perquè l'USS Defiant vingui a remolcar la nau de tornada a l'estació perquè pugui ser estudiada.
Arriba una altra nau del Domini, destrueix el runabout i la seva tripulació, i transporta diversos soldats Jem'Hadar a la superfície juntament amb el seu supervisor Vorta, Kilana. Els soldats disparen contra l'equip , matant-ne un i ferint Muñiz, un ajudant de l'enginyer en cap O'Brien. La tripulació de Sisko fuig a la nau estavellada per protegir-se. Muñiz comença a morir dessagnat lentament com a resultat de la seva ferida.
Kilana es reuneix amb Sisko, oferint-li tornar l'equip visitant sa i estalvi a «DS9» si li lliuren la nau. Mentrestant, un Jem'Hadar es transporta a la nau estavellada i ataca l'equip; Muñiz, tot i que debilitat, aconsegueix disparar al Jem'Hadar. Kilana i Sisko tornen immediatament a les seves naus. Sisko dedueix que hi ha alguna cosa valuosa a bord que no estan disposats a arriscar-se a danyar en un atac directe. Rebutja una nova oferta de Kilana de permetre a Sisko quedar-se la nau si permet que els Jem'Hadar en recuperin un objecte.
O'Brien intenta assegurar a un Muñiz, ara delirant, que viurà, però el tinent comandant Worf afirma que Muñiz hauria d'estar preparat per a la mort. Els ànims s'encenen i gairebé esclata una baralla. Sisko ordena severament a la tripulació que es recompongui. L'intent d'O'Brien d'engegar els motors de la nau falla i Muñiz mor.
La valuosa càrrega de la nau finalment es revela: un canviant moribund, un dels Fundadors del Domini a qui els Jem'Hadar i els Vorta veneren com a déus. Després de la seva mort, Kilana el transporta a la nau. Ella explica que els seus Jem'Hadar s'han suïcidat per haver permès la mort d'un Fundador, i que no té més mitjans per evitar que la Flota Estel·lar salvi la nau. Sisko li permet recollir algunes de les restes del canviant abans de marxar.
El "Defiant" finalment arriba i remolca la nau fins al "DS9". O'Brien i Worf vetllen el taüt de Muñiz. Sisko intenta escriure un informe per a la Flota Estel·lar, però continua insistint en els cinc tripulants que van morir en la missió. Tot i saber que la recuperació de la nau podria salvar milers de vides, Sisko encara sent que mereixien més que morir en un planeta aïllat tan lluny de casa.

## Repartiment
- Kaitlin Hopkins - Kilana
- F. J. Rio - Enrique Muñiz
- Hilary Shepard - Hoya
- Ken Lesco - T'Lor

## Continuïtat
La nau del Domini capturada reapareix més tard a l'estrena de la sisena temporada "A Time to Stand".

## Recepció
Zack Handlen de The A.V. Club va elogiar aquest episodi per ser molt diferent de l'episodi anterior "sense cap problema real de fuetada tonal". Keith DeCandido a tor.com li atorga 9 punts sobre 10. Tanmateix, Jamahl Epsicokhan considera que el final, tot i tenir certa profunditat, és decebedor i força exagerat.
El 2015, Geek.com va recomanar aquest episodi com a "imprescindible" per a la seva guia abreujada de marató de sèries de Star Trek: Deep Space Nine.